# Nannoniscus arctoabyssalis
Nannoniscus arctoabyssalis is een pissebed uit de familie Nannoniscidae. De wetenschappelijke naam van de soort is voor het eerst geldig gepubliceerd in 1980 door Just.